# UCI Oceania Tour 2013
Die UCI Oceania Tour 2013 ist die neunte Austragung des zur Saison 2005 vom Weltradsportverband UCI eingeführten ozeanischen Straßenradsport-Kalenders unterhalb der UCI ProTour (seit 2011: UCI WorldTour), der zu den UCI Continental Circuits gehört. Die Saison beginnt am 1. Oktober 2012 und endet am 30. September 2013.
Die Eintagesrennen und Etappenrennen der UCI Oceania Tour sind in drei Kategorien (HC, 1 und 2) eingeteilt. Bei jedem Rennen werden Punkte für eine Wertung vergeben. An dieser Wertung nehmen die Professional Continental Teams und die Continental Teams teil. An den einzelnen Rennen können auch ProTeams teilnehmen, die von Fahrern der ProTeams erzielten Platzierungen bleiben aber für das Ranking außer Betracht.

## Gesamtstand
(Endstand: 30. September 2013)
| Platz | Fahrer             |            | Team | Punkte |
| ----- | ------------------ | ---------- | ---- | ------ |
| 1.    | Damien Howson *    | Australien |      | 86     |
| 2.    | Nathan Earle       | Australien | HGP  | 68     |
| 3.    | Benjamin Dyball    | Australien | HGP  | 64     |
| 4.    | Neil Van der Ploeg | Australien |      | 54     |
| 5.    | Jack Anderson      | Australien | BFL  | 44     |
| 6.    | Adam Phelan *      | Australien | DPC  | 31     |
| 7.    | William Walker     | Australien | DPC  | 30     |
| 8.    | Joseph Cooper      | Neuseeland | HGP  | 28     |
| 9.    | Paul Odlin         | Neuseeland |      | 25     |
| 10.   | Michael Torckler   | Neuseeland | BPC  | 25     |
| 11.   | Campbell Flakemore | Australien | HGP  | 16     |
| 12.   | James Oram *       | Neuseeland | BLS  | 16     |
| 13.   | Jason Christie     | Neuseeland | TSI  | 15     |
| 14.   | Roman Van Uden     | Neuseeland | NGR  | 15     |
| 15.   | Jack Haig *        | Australien | HGP  | 15     |
| 16.   | Julian Dean        | Neuseeland |      | 12     |
| 17.   | Alex Clements *    | Australien | HGP  | 10     |
| 18.   | Shaun McCarthy     | Australien | BFL  | 10     |
| 19.   | Miles Scotson *    | Australien |      | 9      |
| 20.   | Jacob Kauffmann    | Australien | BFL  | 9      |

| Platz | Team                                    |                        | Punkte |
| ----- | --------------------------------------- | ---------------------- | ------ |
| 1.    | Huon Salmon-Genesys Wealth Advisers     | Australien             | 209    |
| 2.    | Team Budget Forklifts                   | Australien             | 81     |
| 3.    | Drapac Cycling                          | Australien             | 79     |
| 4.    | Bissell Cycling                         | Vereinigte Staaten     | 30     |
| 5.    | Bontrager Cycling Team                  | Vereinigte Staaten     | 16     |
| 6.    | OCBC Singapore Continental Cycling Team | Singapur               | 15     |
| 7.    | Node 4-Giordana Racing                  | Vereinigtes Konigreich | 15     |
| 8.    | Team NetApp-Endura                      | Deutschland            | 8      |
| 9.    | Thüringer Energie Team                  | Deutschland            | 2      |
| 9.    | Champion System                         | China Volksrepublik    | 2      |

| Platz | Nation     | Punkte |
| ----- | ---------- | ------ |
| 1.    | Australien | 1131   |
| 2.    | Neuseeland | 425    |

| Platz | Nation (U23) | Punkte |
| ----- | ------------ | ------ |
| 1.    | Australien   | 645    |
| 2.    | Neuseeland   | 119    |

Zu den Regeln der einzelnen Ranglisten: 

## Rennkalender

### Januar
| Datum   | Rennen                                                 | Kat. | Sieger          | Team                                |
| ------- | ------------------------------------------------------ | ---- | --------------- | ----------------------------------- |
| 9.      | Australische Meisterschaft – Einzelzeitfahren          | CN   | Luke Durbridge  | Orica GreenEdge                     |
| 9.      | Australische Meisterschaft – Einzelzeitfahren (U23)    | CN   | Damien Howson   | South Australia                     |
| 11.     | Neuseeländische Meisterschaft – Einzelzeitfahren       | CN   | Joseph Cooper   | Huon Salmon-Genesys Wealth Advisers |
| 11.     | Neuseeländische Meisterschaft – Einzelzeitfahren (U23) | CN   | Michael Vink    | Scotty Browns                       |
| 12.     | Australische Meisterschaft – Straßenrennen (U23)       | CN   | Jordan Kerby    | Christina Watches-Onfone            |
| 13.     | Australische Meisterschaft – Straßenrennen             | CN   | Luke Durbridge  | Orica GreenEdge                     |
| 13.     | Neuseeländische Meisterschaft – Straßenrennen          | CN   | Hayden Roulston | RadioShack Leopard                  |
| 13.     | Neuseeländische Meisterschaft – Straßenrennen (U23)    | CN   | James Oram      | Bontrager Cycling Team              |
| 23.–27. | New Zealand Cycle Classic                              | 2.2  | Nathan Earle    | Huon Salmon-Genesys Wealth Advisers |

### März
| Datum | Rennen                                         | Kat. | Sieger        | Team       |
| ----- | ---------------------------------------------- | ---- | ------------- | ---------- |
| 14.   | Ozeanienmeisterschaft – Einzelzeitfahren       | CC   | Paul Odlin    | Neuseeland |
| 14.   | Ozeanienmeisterschaft – Einzelzeitfahren (U23) | CC   | Damien Howson | Australien |
| 17.   | Ozeanienmeisterschaft – Straßenrennen          | CC   | Cameron Meyer | Australien |
| 17.   | Ozeanienmeisterschaft – Straßenrennen (U23)    | CC   | Damien Howson | Australien |